# Marolles (Marne)
Marolles település Franciaországban, Marne megyében. Lakosainak száma 803 fő (2022. január 1.). Marolles Frignicourt, Luxémont-et-Villotte, Reims-la-Brûlée, Vitry-en-Perthois és Vitry-le-François községekkel határos.

## Népesség
A település népességének változása:
| Lakosok száma | 323  | 480  | 495  | 759  | 910  | 903  | 894  | 876  | 852  | 803  |
|               | 1968 | 1982 | 1990 | 2006 | 2013 | 2015 | 2017 | 2019 | 2020 | 2022 |